# Brett Keisel
Brett Keisel (født 19. september 1978) er en tidligere amerikansk fodbold-spiller fra USA, der spillede for det professionelle NFL-hold Pittsburgh Steelers mellem 2002 og 2013. Han spiller positionen defensive end.